# Where's Marlowe?
Where's Marlowe? es una película de 1998 escrita por Daniel Pyne y John Mankiewicz. Daniel Pyne también dirigió la película.

## Elenco
- Miguel Ferrer - Joe Boone
- John Livingston - A.J. Edison
- Mos Def - Wilt Crawley
- John Slattery - Kevin Murphy